# Eduard Engelmann junior
Pour les articles homonymes, voir Engelmann.
Eduard Engelmann junior, né le 14 juillet 1864 à Vienne et décédé le 31 octobre 1944 à Vienne, était un  patineur artistique autrichien. Il a été sacré trois fois champion d'Europe (seule compétition internationale de patinage artistique à cette époque). Il fut également ingénieur et cycliste.

## Biographie

### Famille
Il est le frère de la patineuse artistique Christa von Szabó, le père de la patineuse artistique Helene Engelmann et l'oncle de la patineuse artistique Herma Szabó.

## Palmarès
| Compétitions          | 1892 | 1893 | 1894 |  |  |  |  |  |  |  |  |  |  |  |
| Championnats d'Europe | 1er  | 1er  | 1er  |  |  |  |  |  |  |  |  |  |  |  |
|                       |      |      |      |  |  |  |  |  |  |  |  |  |  |  |